# Nordmakedoniens demografi
Denna artikel handlar om olika demografiska strukturer bland befolkningen i Nordmakedonien, exempelvis befolkningstäthet, etnicitet, utbildningsnivå, hälsa, ekonomiska förhållanden, trossamfund och andra aspekter på befolkningen.

## Befolkningsstatistik, från CIA World Factbook
Följande demografiska statistik är hämtad från CIA World Factbook, om inte annat anges.
- Totalt: 2.022.547 (2002 folkräkning), 2.038.514 (2006 bedömning [1]).

### Åldersstruktur
- 0-14 år: 19,5 % (män 210.078; kvinnor 203.106)
- 15-64 år: 67,8 % (män 707.298; kvinnor 696.830)
- 65 år och äldre: 12,7 % (män 97.437, kvinnor 124.661) (2004 bedömning)

### Befolkningstillväxt
- 0,39 % (2004 est)
- Födelsetal: 13,14 födslar/1.000 invånare (2004 bedömning)
- Dödlighet: 7,83 dödsfall/1.000 invånare (2004 bedömning)
- Det var 22.585 levande födda år 2006 [2].
- Det var 18.630 dödsfall under 2006 [3].

### Nettomigration
- -1,45 migrerande/1.000 invånare (2004 bedömning)

### Könskvot
- vid födseln: 1,08 män/kvinna
- under 15 år: 1,08 män/kvinna
- 15-64 år: 1,02 män/kvinna
- 65 år och äldre: 0,78 män/kvinna
- totala befolkningen: 1 man/kvinna (2004 bedömning)

### Spädbarnsdödlighet
- totalt: 11,74 dödsfall/1.000 levande födda
- kvinnor: 10,73 dödsfall/1.000 levande födda (2004 bedömning)
- män: 12,67 dödsfall/1.000 levande födda

### Förväntad livslängd vid födseln
- totala befolkningen: 74,73 år
- män: 72,45 år
- kvinnor: 77,2 år (2004 bedömning)

### Fruktsamhet
- 1,74 barn födda/kvinna (2004 bedömning)

### HIV/AIDS
- mindre än 0,1 % (2001 bedömning)
- människor som lever med hiv/aids: mindre än 100 (1999 bedömning)
- avlidna: mindre än 100 (2001 bedömning)

### Nationalitet
- substantiv: Makedonier
- adjektiv: Makedonier

### Etniska grupper
- Makedonier : 1.297.981 eller 65,17 %
- Albaner : 506.083 eller 24,17 %
- Turkar : 77.959 eller 3,85 %
- Romer : 53.879 eller 2,66 %
- Serber : 35.939 eller 1,78 %
- Bosniaker 17.018 eller 0,84 %
- Muslimer som nationalitet : 2.553 eller 0,13 %
- Arumäner (vlacher): 9.695 eller 0,479 %
- Egyptier : 3.713 eller 0,184 %
- Kroater : 2686 eller 0,133 %
- Montenegriner : 2003 eller 0,1 %
- Bulgarer : 1417 eller 0,073 %
- Greker : 422 eller 0,021 %
- Ryssar : 368 eller 0,018 %
- Slovener : 365 eller 0,018 %
- Polacker : 162 eller 0,008 %
- Ukrainare : 136 eller 0,007 %
- Tyskar : 88 eller 0,004 %
- Tjecker : 60 eller 0,005 %
- Slovaker : 60 eller 0,005 %
- Judar : 53 eller 0,003 %
- Italienare : 46 eller 0,002 %
- Österrikare : 35 eller 0,002 %
- Rusiner : 24 eller 0,001 %
- Regionalt anknutna: 829 eller 0,041 %
- odeklarerade: 404 eller 0,02 %
- övriga: 5332 eller 0,264 %

### Religion
- Ortodoxa (makedonska ortodoxa ): 66 %
- Muslimer : 33 %
- övriga: 1 %

### Språk (modersmål)
- Makedonska : 66,5 %
- Albanska : 25,1 %
- Turkiska : 3,5 %
- Romska : 1,9 %
- Serbiska : 1,2 %
- övriga: 1,8 %

### Trender
Industrialiserings- och urbaniseringsprocessen efter andra världskriget har resulterat i att befolkningstillväxten har minskat bland makedonierna. Minskningen bland muslimerna är lägre än vad som generellt är fallet för befolkningen i övrigt. Befolkningsökningen är mycket hög bland landsbygdens muslimer: turkar och torbeser som är 2,5 gånger större än den makedonska majoritetens, medan albaner och romer har tre gånger så höga ökningstal. Vilket har resulterat i en betydande demografiska förändring i vilket den albanska befolkningsandelen har ökat från 8 % efter andra världskriget till 25 % under 1990-talet. Detta har även medfört en ökad politisk spänning som slutligen efter en kort konflikt 2001 har tvingat landet att genomföra reformer som mer har decentraliserat styret till de lokala kommunerna.
År 1994 hade makedonierna ett TFR (Totalt Fruktsamhetstal) på 2,07, medan TFR för den albanska var (4,10), romska (4,01), turkiska (3,55), serbiska (2,07), vlachiska (1,88) och för den övriga befolkningen (3,05). TFR per religion var för de kristna 2,17 (med 2,20 för katoliker och 2,06 för de ortodoxa), islam (4,02) och övriga (2,16) .